# لاغرانجيان

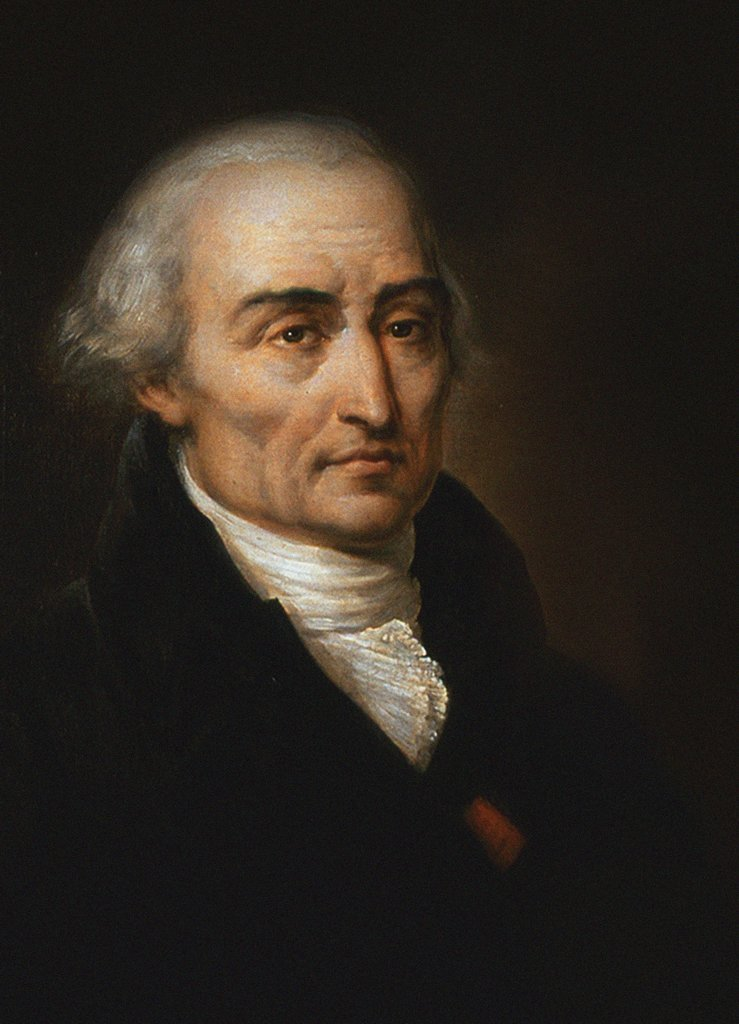

لاغرانجيان L لأي نظام حركي فهو نظام يلخص ديناميكيات النظام. وقد أطلق هذا الاسم تكريماً لجوزيف لاغرانج.
مفهوم لاغرانج في إعادة صياغة الميكانيكا الكلاسيكية تم تقديمه أساسا من قبل الأيرلندي الرياضي ويليام روان هاميلتون عندما أعاد صياغة معادلات الميكانيكا الكلاسيكية وأطلق عليها اسم ميكانيكا لاغرانج.
يعرف لاغرانجيان في الميكانيكا الكلاسيكية بأنه عبارة عن فرق الطاقة الحركية والطاقة الكامنة.
{\displaystyle L=T-V\quad }
ففي الحالة التي يكون فيها نظام لاغرانجيان معروف فيمكن معرفة معادلات الحركة من خلال تعويض قيمة لاغرانجيان في معادلة أويلر-لاغرانج

## علي سبيل المثال
المسار المنحني لحركة المقذوفات قد وصفت عن طريق مجموعة قيم لاغرانج بالنسبة لوحدات الزمن بداية من أقل قيمة صغرى.
حساب لاغرانجيان، L = T - V، في لحظات زمنية متعددة (t)، لنحصل على رسم بياني يعبر عن L وt.
المساحة التي تحت المنحني تُعبِّر عن الحركة. أي تغير في المسار بين أول نقطة وآخر نقطة يؤدي إلي تغير كبير في الحركة عن ما اختارته الطبيعة. الطبيعة تختار الحركات الصغيرة- وهذا هو أساسيات الحركة علي الأقل.
وباستخدام أساسيات الحركة على الأقل ومعادلات لاغرانجيان يمكننا استنتاج مسارات حركة المقذوفات، عن طريق التجربة والخطأ أو حساب المتغيرات.
«لو أن الفيزياء عرفت مشكلة ميكانيكا قذف الكرات بشكل أنيق، عندها سوف نعرف المشكلات الأخرى بنفس الطريقة. لذلك فهي تبدوا الآن. بعمق، في الوقت الحاضر حيث يمكننا وصف كل القوى الأساسية تحت شروط معادلات لاغرانجيان. البحث عن معادلة فيزيائية واحدة، التي تحكم كل الكون، تم البحث عنها علي نطاق واسع للحصول علي معادلات لاغرانجيان الملائمة.»

## صيغة لاغرانجيان

### الأهمية
لا تنبع أهمية معادلة لاغرانجيان من خلال تطبيقاتها الواسعة، إنما أيضاً تعزز الفهم الفيزيائي العميق. وعلى الرغم من أن بداية اللاغرانجيان سعت إلى وصف الميكانيكا الكلاسيكية، إلا أن مبدأ الفعل الذي استخدم لاغرانجيان لاشتقاقه ذو تطبيقات واسعة في ميكانيكا الكم.
يرتبط الفعل الفيزيائي والطور الموجي في ميكانيك الكم من خلال مبرهنة نويثر والتي تربط المصونية الكمومية باستمرار تناظر النظام الفيزيائي
سمحت مبرهن نويثر ولاغرنجيان في ظهور المبدأ الكمومي الأول من خلال إضافة محول بين الشروط المحددة لمعادلة لاغرانجيان الحركية ضمن النظام الفيزييائي

### المزايا
- المعادلة غير مرتبطة بأي نظام إحداثي وبالتالي يمكن استخدام أي متغيرات {\displaystyle \varphi _{i}(s)} لوصف حالة النظام وتدعى هذه المتغيرات بالإحداثيات العامة ويمكن أن تكون أي متغيرات مستقلة. وهذا يسهل من عملية دمج القيود ضمن النظرية بتعريف حالة النظام بحيث تكون ملائمة للقيد.
- إذا كان لاغرانج غير متغير تحت ظروف تناظرية، فإن المعادلات الناتجة من الحركة هي أيضاغير متغيرة في إطار هذا التناظر. هذا مفيد جدا في عرض النظريات التي تتفق مع النسبية الخاصة أو النسبية العامة.
- المعادلات المشتقة من لاغرانجيان تكون تلقائيا واضحة ومنسقة، على عكس المعادلات التي تجمع من صياغات متعددة.

### الإحداثي الدوري وقوانين المصونية
من أهم مزايا لاغرانجيان هي سهولة اشتقاق قوانين المصونية منه. فإذا كان اللاغرانجيان {\displaystyle {\mathcal {L}}} يعتمد على مشتق الزمن {\displaystyle {\dot {q}}_{i}} لإحداثيات عامة ولكن غير مرتبط ب {\displaystyle q_{i}} بنفسه عندها تعطى الحركة العامة بالعلاقة:
{\displaystyle p_{i}:={\frac {\partial {\mathcal {L}}}{\partial {\dot {q}}_{i}}}},
وهذه كمية مصونة وهي حالة خاصة من مبرهنة نويثر
على سبيل مثال مصونية الزخم العام
{\displaystyle p_{2}:={\frac {\partial {\mathcal {L}}}{\partial {\dot {q}}_{2}}}},
وبسهولة يمكن أن نرى أن لاغرانجيان نظام هو من الشكل
{\displaystyle {\mathcal {L}}(q_{1},q_{3},q_{4},\dots ;{\dot {q}}_{1},{\dot {q}}_{2},{\dot {q}}_{3},{\dot {q}}_{4},\dots ;t)\,.}

## الشرح
تعطى معادلة الحركة من تغير الفعل حسب مبدأ الفعل
{\displaystyle {\frac {\delta {\mathcal {S}}}{\delta \varphi _{i}}}=0\,.}
حيث الفعل {\displaystyle {\mathcal {S}}}، هو تابع لمتغيرات مستقلة {\displaystyle \varphi _{i}(s)} ومشتقاتها وS نفسها
{\displaystyle {\mathcal {S}}\left[\varphi _{i},{\frac {\partial \varphi _{i}}{\partial s}}\right]=\int {{\mathcal {L}}\left[\varphi _{i}[s],{\frac {\partial \varphi _{i}[s]}{\partial s^{\alpha }}},s^{\alpha }\right]\,\mathrm {d} ^{n}s}}
حيث تدل {\displaystyle s=\{s^{\alpha }\}\!} على مجموعة من n متغير مستقل في النظام مرتبة {\displaystyle \alpha =1,2,3,\ldots ,n.}
وينتج عن اشتقاق هذا التابع معادلة أويلر - لاغرانج. على سبيل المثال وحسب الميكانيك الكلاسيكي فإن المتغيرات المستقلة لحركة الجزيئات هي فقط الزمن tوبذلك تنتج معادلة أويلر-لاغرانج
{\displaystyle {\frac {d}{dt}}{\frac {\partial {\mathcal {L}}}{\partial {\dot {\varphi }}_{i}}}={\frac {\partial {\mathcal {L}}}{\partial \varphi _{i}}}.}

## أمثلة من الميكانيك الكلاسيكي
بفرض فراغ ثلاثي البعد، يكون لاغرانجيان:
{\displaystyle L({\vec {x}},{\dot {\vec {x}}})\ =\ {\frac {1}{2}}\ m\ {\dot {\vec {x}}}^{2}\ -\ V({\vec {x}})}.
ومنه معادلة أويلر-لاغرانج
{\displaystyle {\frac {\mathrm {d} }{\mathrm {d} t}}\ \left(\,{\frac {\partial L}{\partial {\dot {x}}_{i}}}\,\right)\ -\ {\frac {\partial L}{\partial x_{i}}}\ =\ 0}
حيث {\displaystyle i=1,2,3}.
وبالاشتقاق ينتج
{\displaystyle {\frac {\partial L}{\partial x_{i}}}\ =\ -\ {\frac {\partial V}{\partial x_{i}}}}
{\displaystyle {\frac {\partial L}{\partial {\dot {x}}_{i}}}\ =\ {\frac {\partial ~}{\partial {\dot {x}}_{i}}}\,\left(\,{\frac {1}{2}}\ m\ {\dot {\vec {x}}}^{2}\,\right)\ =\ {\frac {1}{2}}\ m\ {\frac {\partial ~}{\partial {\dot {x}}_{i}}}\,\left(\,{\dot {x}}_{i}\,{\dot {x}}_{i}\,\right)=\ m\,{\dot {x}}_{i}}
{\displaystyle {\frac {\mathrm {d} }{\mathrm {d} t}}\ \left(\,{\frac {\partial L}{\partial {\dot {x}}_{i}}}\,\right)\ =\ m\,{\ddot {x}}_{i}}
وبذلك يمكن كتابة معادلة أويلر-لاغرانج
{\displaystyle m{\ddot {\vec {x}}}+\nabla V=0}
وباستخدام هذه المعادلة نجد أن لاغرانجيان ينتهي إلى قانون نيوتن الثاني